# 더그 엠호프
더글러스 크레이그 엠호프(영어: Douglas Craig Emhoff, 1964년 10월 13일~)는 미국의 변호사이자 미국 제49대 부통령 카멀라 해리스의 남편이다.

## 어린 시절과 교육
엠호프는 뉴욕 브루클린에서 마이클과 바버리 엠호프 사이에서 태어나 10대 때 캘리포니아로 이주했다. 그는 서던캘리포니아 대학교 법학대학원을 졸업했다.
그는 유대인으로 2014년 카멀라 해리스와 결혼했다. 해리스는 초혼이었고 엠호프는 재혼이었다.